# Alchemilla fulgens
Alchemilla fulgens es una especie de planta del género Alchemilla, perteneciente a la familia Rosaceae.

## Taxonomía
Alchemilla fulgens fue descrita por Robert Buser en 1892.

## Distribución
Se encuentra en el territorio de Francia y España.